# スプリング・ブレイカーズ
『スプリング・ブレイカーズ』（Spring Breakers）は、ハーモニー・コリン監督・脚本による2013年のアメリカ映画である。出演はセレーナ・ゴメス、ヴァネッサ・ハジェンズ、アシュレイ・ベンソン、レイチェル・コリン、ジェームズ・フランコ。春休みを楽しむ4人の女子大学生たちが描かれる。
第69回ヴェネツィア国際映画祭のコンペティション部門で金獅子賞を争った。

## ストーリー
フェイス、 キャンディ、ブリット、コティの大学生4人組は"スプリング・ブレイク"（春休み）を迎えようとしていた。刺激のない日常を変えようと彼女たちは旅行に出ることにするが、その資金を得るために彼女たちは強盗をしでかした。
軽い気持ちで行った強盗はあっさりとうまくいき、彼女はフロリダのビーチで春休みを満喫することができたものの、調子に乗りすぎた結果警察に見つかってしまう。
そんな彼女達を助けたのは、胡散臭い雰囲気を漂わせる麻薬の売人・エイリアンだった。

## キャスト
括弧内は日本語吹き替えを務めた声優である。
- フェイス - セレーナ・ゴメス（秋元才加）
- キャンディ - ヴァネッサ・ハジェンズ（うえだ星子）
- ブリット - アシュレイ・ベンソン（嶋村侑）
- コティ - レイチェル・コリン（藤田奈央）
- エイリアン - ジェームズ・フランコ（桐本琢也）
- ビッグ・アーチー - グッチ・メイン（楠大典）
- ベス - ヘザー・モリス

## 製作
当初、主演女優陣はセレーナ・ゴメス、ヴァネッサ・ハジェンズ、エマ・ロバーツ、レイチェル・コリンとなる予定であった。エマ・ロバーツは役作りのために体重を増やさなければならないと聞いた後の2012年初頭に降板した。コリン監督はハリウッドでロバーツに似ていると評判の女優を意図的に集めた。
2012年3月から4月にかけてフロリダ州セントピーターズバーグで撮影が行われた。

## 公開

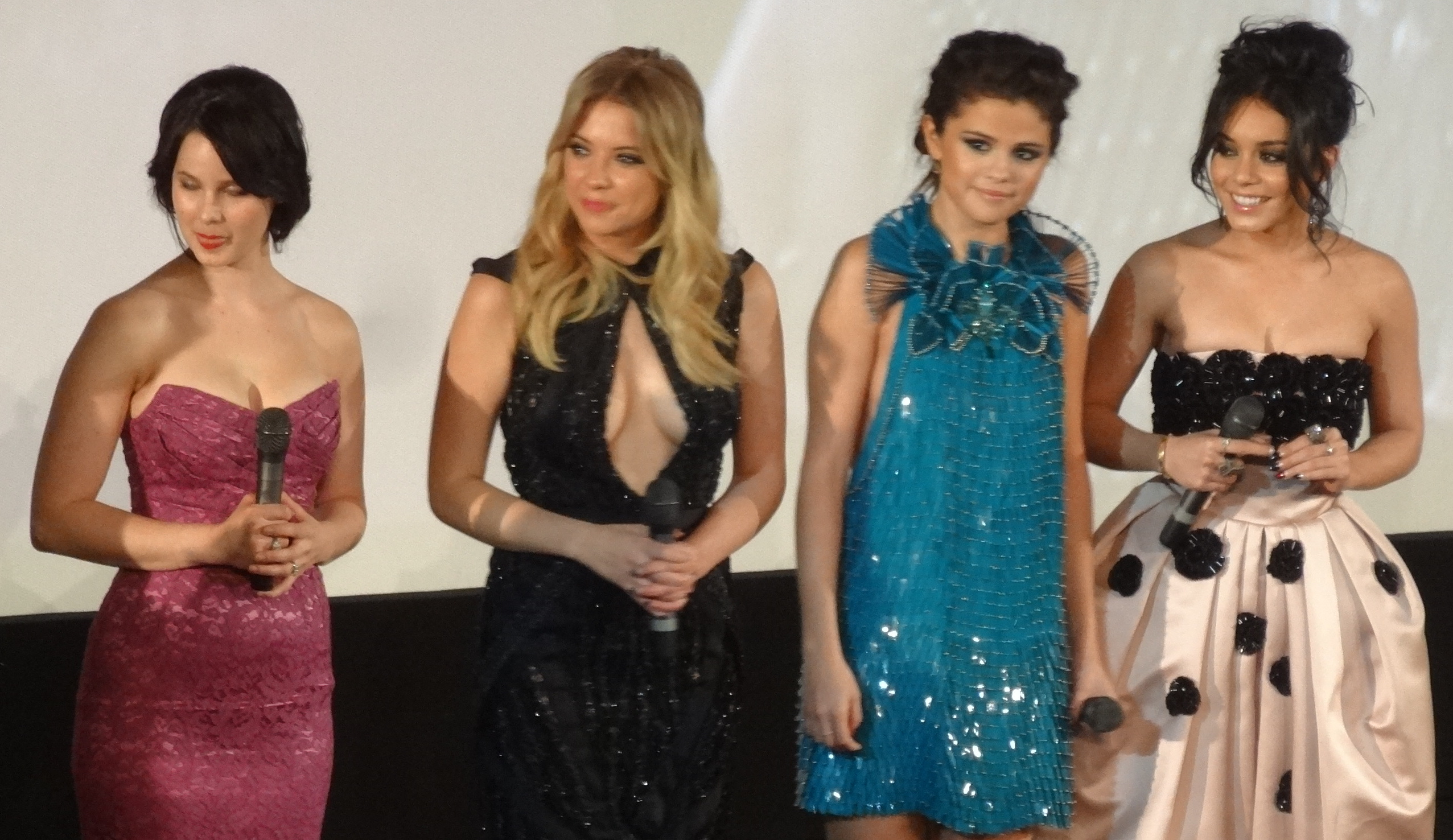
2013年2月にパリで行われたプレミアのでのキャストたち。左から、レイチェル・コリン、アシュレイ・ベンソン、セレーナ・ゴメス、ヴァネッサ・ハジェンズ。

2012年5月に第65回カンヌ国際映画祭に3分のプレビューが上映された。2012年9月4日に第69回ヴェネツィア国際映画祭でプレミア上映された。2013年3月15日にアメリカ合衆国のロサンゼルスとニューヨークで限定上映され、その1週間後に拡大公開された。イギリスでは2013年4月5日に限定公開された。

## 評価

### 批評家の反応
Rotten Tomatoesでは146件のレビューで支持率は65%となった。
『ガーディアン』のザイ・ブルックスは、コリンの作品としては「『ガンモ』以来、純粋に満足できる」と評した。『ハフィントン・ポスト』のエマ・セリグマンは本作を「『スカーフェイス』・ミーツ・ブリトニー・スピアーズ」と説明した。『インディワイア』のオリヴァー・ライトルトンは将来カルト映画になるだろうと評した。
日本の映画雑誌『映画秘宝』が発表した2013年度の映画に対するワーストランキング「HIHOはくさいアワード」では、他2作品とともに10位と評価された。なお、同誌ベストランキングでは22位。

### 興行収入
拡大公開された初週末3日間に485万8944ドルを売り上げ、初登場6位となった。

## サウンドトラック
『ミュージック・フロム・ザ・モーション・ピクチャー・スプリング・ブレイカーズ』（Spring Breakers）は、2013年3月19日にビッグ・ビートとワーナー・ミュージックより発売された。

### トラックリスト
| #         | タイトル                                                                  | 作詞      | 作曲・編曲 | 歌手                                      | 時間 |
| --------- | ------------------------------------------------------------------------- | --------- | ---------- | ----------------------------------------- | ---- |
| 1.        | 「スケアリー・モンスターズ・アンド・ナイス・スプライツ」                  |           |            | スクリレックス                            | 2:56 |
| 2.        | 「ライズ・アンド・シャイン・リトル・ビッチ」                              |           |            | クリフ・マルティネス & スクリレックス     | 0:35 |
| 3.        | 「プリテンド・イッツ・ア・ビデオ・ゲーム」                                |           |            | クリフ・マルティネス                      | 2:47 |
| 4.        | 「ウィズ・ユー、フレンズ(ロング・ドライヴ)」                              |           |            | スクリレックス                            | 3:18 |
| 5.        | 「ハンギン・ウィズ・ダ・ドープボーイズ」                                  |           |            | Dangeruss & ジェームズ・フランコ          | 2:53 |
| 6.        | 「ビキニズ&ビッグ・ブーティーズ・ヨール」                                 |           |            | クリフ・マルティネス & スクリレックス     | 3:06 |
| 7.        | 「ネヴァー・ゴナ・ゲット・ディス・プッシー」                              |           |            | クリフ・マルティネス                      | 2:40 |
| 8.        | 「ゴーイン・イン」(スクリレックス・ゴーイン・ダウン・ミックス)            |           |            | バーディー・ナム・ナム                    | 3:19 |
| 9.        | 「ファック・ディス・インダストリー」                                      |           |            | ワカ・フロッカ・フレイム                  | 3:27 |
| 10.       | 「スメル・ディス・マネー」(オリジナル・ミックス)                          |           |            | スクリレックス                            | 2:38 |
| 11.       | 「パーク・スモーク」                                                      |           |            | スクリレックス                            | 4:01 |
| 12.       | 「ヤング・ニガーズ」                                                      |           |            | グッチ・メイン & ワカ・フロッカ・フレイム | 3:44 |
| 13.       | 「ユアー・フレンズ・エイント・ゴナ・リーヴ・ウィズ・ユー」                |           |            | クリフ・マルティネス                      | 3:14 |
| 14.       | 「ライド・ホーム」                                                        |           |            | スクリレックス                            | 2:55 |
| 15.       | 「ビッグ・バンク (Produced By Young Shun)」(featuring フレンチ・モンタナ) |           |            | ミーク・ミル、ピル、トーチ & リック・ロス | 3:38 |
| 16.       | 「ソン・オブ・スケアリー・モンスターズ」                                  |           |            | クリフ・マルティネス & スクリレックス     | 3:40 |
| 17.       | 「ビッグ・オール・スカーディ・パンツ」                                    |           |            | クリフ・マルティネス                      | 3:08 |
| 18.       | 「スケアリー・モンスターズ・オン・ストリングス」                          |           |            | スクリレックス                            | 3:11 |
| 19.       | 「ライツ」                                                                |           |            | エリー・ゴールディング                    | 4:08 |
| 合計時間: | 合計時間:                                                                 | 合計時間: | 41:06      |                                           |      |

| #   | タイトル  | 作詞 | 作曲・編曲 | レコーディング・アーティスト  | 時間 |
| --- | --------- | ---- | ---------- | ----------------------------- | ---- |
| 20. | 「$$$ex」 |      |            | ヴァネッサ・ハジェンズ & Y.LA | 4:08 |